# Jordan Glynn
Jordan Glynn (Waco, Texas, 26 de junio de 1989) es un baloncestista estadounidense que juega en la posición de alero. Actualmente es jugador de los Soles de Mexicali de la Liga Nacional de Baloncesto Profesional de México.

## Trayectoria
Glynn asistió al McLennan Community College de Waco, Texas, donde jugó dos temporadas con los Highlanders en los torneos de la NJCAA. En 2009 consiguió una beca deportiva para asistir a la Universidad Estatal Stephen F. Austin de Nacogdoches, Texas. Allí jugaría sus últimas dos temporadas como universitario con los Lumberjacks de la División I de la NCAA.
Su carrera como profesional comenzó en Europa, jugando para el Team FOG Næstved de la Basket Ligaen de Dinamarca y para el BC Timba Timișoara de la Liga Națională de Rumania.
En 2014 fue contratado por los Jefes Fuerza Lagunera de la Liga Nacional de Baloncesto Profesional de México. Glynn se adaptó rápidamente al baloncesto del país, siendo convocado en febrero de 2015 al Juego de las Estrellas para integrar el equipo de los nacionales (el jugador posee ascendencia mexicana por vía materna). 
Al término de la temporada, fue incorporado a los Cangrejeros de Santurce del Baloncesto Superior Nacional de Puerto Rico como refuerzo comunitario.
Glynn se unió al Fuerza Regia de Monterrey para la temporada 2015-16 de la LNBP, iniciando así un vínculo con el equipo que se extendería hasta 2020. En ese lapso se coronaría tres veces campeón del torneo mexicano.
Fuera de temporada, el alero se mudó a Puerto Rico para actuar con diversos equipos del Baloncesto Superior Nacional, e hizo también lo mismo en la Liga Nacional de Básquet de Argentina.
En 2020 dejó Latinoamérica para instalarse en Japón, donde jugaría los tres siguientes años tanto en la primera como en la segunda categoría local, vistiendo los uniformes del Rizing Zephyr Fukuoka y del Akita Northern Happinets.
Retornó al Fuerza Regia para la temporada 2023, participando así del triunfo en la Copa Value y de la conquista de otro título local.
En enero de 2024 se unió a los Halcones de Xalapa para disputar la BCLA. Tras la eliminación del equipo mexicano, Glynn pasó a reforzar a los Marinos de Oriente de la Superliga Profesional de Baloncesto de Venezuela. Regresó en julio a los Halcones de Xalapa.
A principios de marzo de 2025, refuerza a Real Estelí para el Final 8 de la BCLA 2025. Culminada la participación de su equipo, ese mismo mes se sumó como refuerzo de los Dorados de Chihuahua para las semifinales de la LBE como reemplazo del lesionado Jordan Loveridge.